# Thinophilus valentulus
Thinophilus valentulus är en tvåvingeart som beskrevs av Octave Parent 1935. Thinophilus valentulus ingår i släktet Thinophilus och familjen styltflugor. Inga underarter finns listade i Catalogue of Life.